# Dicofol
Le dicofol est un acaricide organochloré.
Le dicofol est proche du DDT, il est produit au cours des réactions de chloration du DDT.

## Toxicité
- DL50 rat (oral) : 575 mg kg−1

Le dicofol agit sur le système nerveux. Il agit surtout sur le canal sodium.
Le dicofol est classé par l'EPA dans le groupe C comme cancérigène possible.

## Réglementation
- France : Les autorisations de mise sur marché de préparation contenant du dicophol ont été retirées le 30 mars 2009. Son utilisation est interdite depuis le 30 mars 2010[5].
- Europe : Le dicophol n'est plus autorisé par l'annexe I de la directive 91/414/CEE[6].

## Production dans le monde
En 2008, la compagnie chinoise Yangzhou Pesticide Factory a produit 2 000 tonnes de dicofol, mal raffiné contenant des quantités significatives de DDT (Le taux de DDT dans le dicofol atteindrait 25 %)
. Selon la Convention de Stockholm, la Chine doit arrêter la production de DDT en mai 2009, mais le dicofol échapperait à cette interdiction par le développement d'une technique de production industrielle en Chine sans DDT résiduel.
Les autres producteurs dans le monde en 2000/2003 sont Hindustan Insecticide Ltd (Inde)
et Nortox au Brésil qui aurait arrêté la production en 2003